# Semiothisa pararia
Semiothisa pararia là một loài bướm đêm trong họ Geometridae.